# Dihidrofolato reductasa
La dihidrofolato reductasa o DHFR es una enzima que reduce el ácido dihidrofólico a ácido tetrahidrofólico, utilizando NADPH como donador de electrones, que puede ser convertido a los diversos cofactores tipo tetrahidrofolato usados en química de transferencia de 1 carbono. En humanos, la enzima DHFR está codificada por el gen dhfr.

## Función
La dihidrofolato reductasa convierte dihidrofolato en tetrahidrofolato, un donador de grupos metilo requerido para la síntesis de novo de purinas, timidina monofosfato y ciertos aminoácidos. Mientras que el gen de la dihidrofolato reductasa funcional ha sido mapeado en el cromosoma 5, se han identificado numerosos pseudogenes procesados sin intrones o genes similares al de la dihidrofolato reductasa en cromosomas diferentes.

## Importancia clínica
La deficiencia de dihidrofolato reductasa ha sido asociada a la anemia megaloblástica. El tratamiento consiste en la administración de las formas reducidas de ácido fólico. Debido a que el tetrahidrofolato, el producto de esta reacción, es la forma activa del folato en humanos, la inhibición de DHFR puede causar una deficiencia funcional de folato.

## Aplicación terapéutica

Reacción catalizada por DHFR.

Puesto que el folato es necesario en el proceso de división celular para sintetizar timina, podría utilizarse este efecto como ventaja desde un punto de vista terapéutico.

## Interacciones
La dihidrofolato reductasa ha demostrado ser capaz de interaccionar con:
- GroEL[5]
- Mdm2[6]